# Drosophila orosa (artundergrupp)
Drosophila orosa är en artundergrupp som innehåller tre arter från Sydostasien och Indien. Artundergruppen ingår i släktet Drosophila, undersläktet Sophophora och artgruppen Drosophila montium.

## Lista över arter i artundergruppen
- Drosophila gundensis
- Drosophila orosa
- Drosophila suborosa